# 김재권 (철학자)
김재권(金在權, Jaegwon Kim, 1934년 9월 12일 ~ 2019년 11월 27일)은 한국계 미국인 철학자이다. 브라운 대학교 석좌교수인 그는 심신수반론을 창시한 이로도 유명하다.

## 생애
김재권은 1934년 경상북도 대구에서 출생하여 서울에서 성장, 서울대학교 불문학과 2년 재학중, 미국 국무성 초청으로 다트머스 대학교에 편입하여 불문학, 철학, 수학을 연계전공하여 학부를 마치고 프린스턴 대학교의 칼 구스타프 헴펠 교수의 친서 초청으로 진학, 철학박사 (석박사과정) 학위를 취득하였다. 박사과정중에 1961년부터 1963년까지 스와스모어 대학교에서 강의하였고, 학위 취득후에 1963년부터 1967년까지 브라운 대학교, 1967년부터 1987년까지 미시간 대학교, 1987년부터 2019년까지 브라운 대학교에서 교수를 지내고 2019년에 퇴임하였다.

## 업적
김재권의 연구는 심리철학, 형이상학, 행위이론, 인식론, 과학철학분야에 중점을 두고 있다.

### 형이상학
형이상학에서 김재권의 가장 중요한 영향은 사건 이론과 인과와 수반을 포함한 의존 관계의 본질에 관한 연구였다. 사건에 대한 김재권의 속성 예화 설명은 도널드 데이비슨의 설명과 함께 이 분야에서 두 가지 주요 경쟁자 중 하나로 간주된다. 김재권에 따르면 사건은 존재론의 기본 구성 요소가 아니라 t 시점에 대상 O(또는 대상의 n튜플)에 의해 예화되는 속성 P(또는 관계)로 구성된 복합 엔터티이다. 사건이 인과관계의 관계이고 인과관계가 명제적 연결을 필요로 한다면(김재권이 지지하는 두 가지 광범위한 가정), 사건에 대한 김재권의 세분화된 설명은 인과관계에서 원인 사건의 어떤 특징(구성 속성)이 결과 사건의 어떤 특징(구성 속성)과 명제적으로 연결되어 있는지를 나타내는 이점이 있다.
김재권은 (자신이 정규주의자이자 실재론자인) 인과관계가 현상들 사이의 통시적 연결을 구성하는 것처럼, 비인과적인 다른 형이상학적으로 중요한 공고화 관계들이 있다고 주장한다. 그 중 특히 중요한 관계 중 하나는 주어진 상위 수준의 속성을 더 기본적인 수준의 속성과 연결하여 가장 기본적인 속성이 상위 수준의 속성을 완전히 결정하도록 하는 공시적 의존 관계인 수반이다. 김재권은 여러 유형의 수반 관계(예: 약수반, 강수반, 전역수반)와 그 결과가 환원과 자연주의 존재론에 미치는 영향을 주의 깊게 구별하고, 이 개념을 실재에 대한 계층적 관점(layered view)이라고 부르는 일반적인 존재론적 입장에 적용했으며, 심신 문제의 고질적인 문제를 분석하는 데 이 개념을 사용함으로써 수반에 관한 주요 이론가로 널리 인정받고 있다.
분석철학자로서 심리철학의 심신문제에 관한 여러 논증으로 잘 알려져 있다. 1970년대에 동일론(identity theory)을 옹호하였으며 이후 수반의 관점에서 환원론적인 강경한 물리주의가 심신문제를 해결하는 데에 적합하지 않다고 비판하였다. 그의 비환원론적 물리주의 논증은 인과적 폐쇄성(casual closure)과 과잉결정(overdetermination) 개념을 기반에 둔다.

## 학력
- 서울대학교 불문학과 2년 중퇴
- 미국 다트머스 대학교 학사 (불어불문학 전공, 철학, 수학 연계전공)
- 미국 프린스턴 대학교 대학원 철학박사

## 이외 이력
동양인으로서 최초로 미국철학회 회장을 맡았고 이후 때때로 서울에 소재한 대학교 겸임교수 강의 관련차 대한민국을 방문하였다.

## 출판
- “Psychophysical Supervenience as a Mind-Body Theory.” Cognition and Brain Theory 5 (1982): 129–147.
- (1984) "Epiphenomenal and Supervenient Causation", Midwest Studies in Philosophy, Vol. IX, Peter A. French, Theodore E. Uehling, Jr., and Howard K. Wettstein, eds. Minneapolis: University of Minnesota Press, 1984, pp. 257–70.
- (1988) "What is 'Naturalized Epistemology'?", Philosophical Perspectives, Vol. 2 (1988): 381–405.
- “Explanatory Realism, Causal Realism and Explanatory Exclusion.” Midwest Studies in Philosophy 12 (1988): 225–239.
- (1993) Supervenience and Mind, Cambridge University Press. (김재권(1997), 『심리철학』, 하종호ㆍ김선희 옮김, 철학과현실사.)
- (1994) Philosophy of Mind, 1st ed., Westview Press.
- “Explanatory Knowledge and Metaphysical Dependence.” Philosophical Issues 5 (1994): 51–69.
- (1998) Mind in a Physical World, MIT Press.
- (1999) "Making sense of Emergence", Philosophical Studies 95, pp. 3–36.
- (2005) Physicalism, or Something Near Enough, Princeton University Press. (김재권(2007), 『물리주의』, 하종호 옮김, 아카넷.)
- (2006) Philosophy of Mind, 2nd ed., Westview Press.
- (2010) Essays in the Metaphysics of Mind, Oxford University Press

## 수상
- 2001년 서우철학상을 수상하였다.
- 2014년 경암학술상을 수상하였다.

## 같이 보기
- 미국 철학
- 수반현상설
- 자유의지
- 한국의 철학자 목록